# ТЕС Найробі-Соуз
1°18′2.1″ пд. ш. 36°53′5.0″ сх. д. / 1.300583° пд. ш. 36.884722° сх. д.
ТЕС Найробі-Соуз — теплова електростанція в Кенії, розташована у східній частині столиці країни Найробі.
У 1997 році компанія Iberafrica Power (належить іспанській Gas Natural Fenosa) запустила в роботу на площадці станції перші вісім дизель-генераторів виробництва Niigata потужністю по 5,7 МВт. В 2005-му до них додали два генератори виробництва фінської компанії Wartsila одиничною потужністю 6,1 МВт.
А в 2009 році реалізували проект зі спорудження Найробі-Соуз II, що складалася з семи установок тієї ж компанії Wartsila потужністю по 7,7 МВт (можливо відзначити, що це відбувалось на тлі чергової кризи енергопостачання в країні, і тоді ж розташована неподалік тимчасова ТЕС Ембакасі досягла своєї пікової потужності).